# کبریت‌فروش کوچک
کبریت‌فروش کوچک (انگلیسی: The Little Match Seller) یک فیلم درام صامت کوتاه سیاه و سفید به کارگردانی جیمز ویلیامسون است که در سال ۱۹۰۲ منتشر شد.
این فیلم اقتباسی از داستان کوتاه «دخترک کبریت‌فروش» اثرِ هانس کریستیان آندرسن است.